# Marija Sadowska-Barilotti

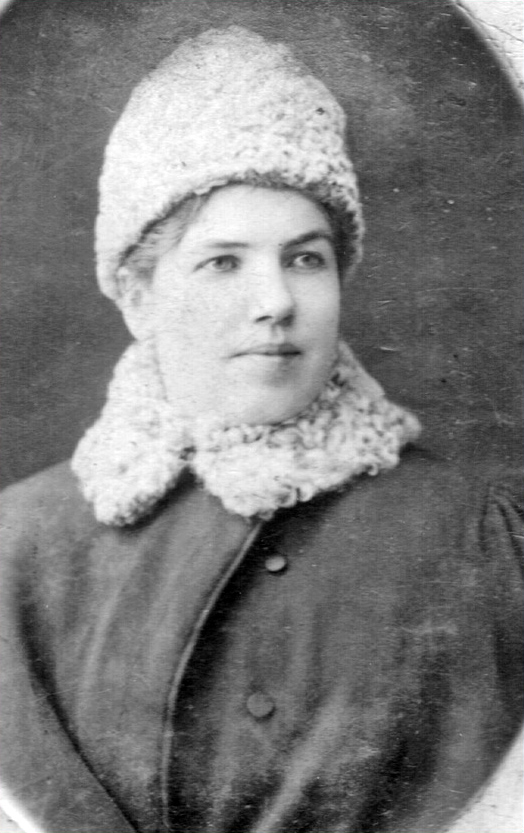
Marija Sadowska-Barilotti

Marija Karpiwna Sadowska-Barilotti (ukrainisch Марія Карпівна Садовська-Барілотті; * April 1855 in Kamjano-Kostuwate, Gouvernement Cherson, Russisches Kaiserreich; † 27. März 1891 in Odessa, Gouvernement Cherson, Russisches Kaiserreich) war eine ukrainische Theaterschauspielerin und Opernsängerin (Sopran).

## Leben
Marija Sadowska-Barilotti war die Schwester von Iwan Karpenko-Karyj,  Mykola Sadowskyj und Panas Saksahanskyj.
Nachdem ihre Familie nach Jelisawetgrad gezogen war, ging sie dort zur Schule, wo sie sich der Studententheatergruppe anschloss und sich am Erstellen von Kostümen und Kulissen sowie als Schauspielerin auf Russisch und Ukrainisch an Theateraufführungen beteiligte.
Ab dem Jahr 1876 spielte sie, gegen den Willen der Eltern, an den ukrainischen professionellen Theatergruppen von Marko Kropywnyzkyj und Mychajlo Staryzkyj sowie der ihres Bruders Panas Saksahanskyj.
Sie starb 36-jährig in Odessa und wurde in Jelisawetgrad bestattet.